# Arapiraca (planta)
Arapiraca (Chloroleucon dumosum) é uma planta da Caatinga pertencente à família Fabaceae. A arapiraca foi originalmente catalogada pelo basônimo Piptadenia piteolobim. Esta árvore é uma espécie de angico branco muito comum no Nordeste do Brasil, caracterizada por ser pouco espinhenta, cuja casca se solta facilmente.

## Nomenclatura científica
- Alguns estudos indicam a planta em questão como Piptadenia macrocarpa —  com 07 subespécies diferentes.[5]
- Um estudo de 1979 aponta a arapiraca como sendo da espécie Pitheoullobíun pernifóliun descrita por Beth.[6]
- Um estudo de 2015 aborda que a planta em questão é da espécie Piptadenia piteolobim (ou piteodolobim).[2]
- O nome científico aceito como correto por Lewis (2003) para essa planta é Chloroleucon dumosum.[1]

## Etimologia
A palavra arapiraca tem origem indígena, (origem: tupi “ara’pir’aca” (ará: madeira) + (pira: casca)+ (áca: solta, frouxa) que significa "madeira de casca frouxa". Esse nome certamente isso se deve ao fato do Agreste alagoano ter sido terra indígena e, desde o século XVI a região passou a ter seu território ocupado e povoado pelos portugueses que aprenderam dos índios essa nomenclatura.
Segundo o tupinólogo Eduardo de Almeida Navarro, a palavra arapiraca originou-se de um outro termo tupi — arupare'aka, que significa "farpas". Ainda conforme a tradição popular do município de Arapiraca no estado de Alagoas, a palavra tem origens indígenas e significa "ramo que arara visita".

## Cultura
Conforme o histórico da cidade de Arapiraca, o primeiro morador da região chamado Manoel André Correia encontrou longas matas virgens intocadas na localidade, caracterizada por ser uma planície fértil e rica em árvores frondosas, principalmente a árvore que dá nome a cidade. Foi embaixo da arapiraca, localizada as margens do Riacho Seco, que Manoel André Correia descansou e teve a ideia de construir uma casa — de onde surgiu o povoado que, posteriormente, foi elevado à condição de município.